# Cây móng tay
Cây móng tay, tên khoa học là Lawsonia inermis, là một loài thực vật được Carl von Linné mô tả khoa học lần đầu vào năm 1753.. Chúng còn có tên là cây lá móng tay, cây thuốc mọi, móng tay nhuộm, lá móng, lựu mọi, thuốc mọi lá lựu, chỉ giáp hoa, phương tiên hoa, tán mạt hoa, khau thiên (Tày), kok khau khao youak, khoa thiên (Lào).
Cây có thân nhỏ (đường kính 3 cm), cao từ 50–100 cm, da nhẵn (mọc hoang có gai ở đầu cành, không nhọn sắc). Lá mọc đối, cuống ngắn, phiến lá đơn, nhỏ, hình trứng bầu dục nhưng đầu, cuống hơi dẹp, lá dài từ 3–7 cm, rộng 2–4 cm. Cụm hoa hình chùy mọc ở đầu cành, gồm nhiều hoa nhỏ màu trắng, đỏ hay vàng, thơm. Quả mang hình cầu to bằng quả hạt tiêu, không nứt, phía cuống có đài bao bọc, có 4 cạnh dọc, 4 ngăn, trong chứa nhiều hạt nhỏ, có cạnh góc, vỏ hạt dai, rất dày, phía dưới xốp.
Cây mọc hoang và được trồng khắp nơi làm cảnh, hoặc làm bờ rào. Bộ phận dùng: lá, vỏ, thân, rễ.
Trước đây ở Việt Nam, nhân dân thường dùng lá móng tay để nhuộm đỏ móng tay, móng chân cho dịp tết Đoan Ngọ (mùng 5 tháng 5), hiện nay ít trồng và sử dụng.

## Hình ảnh

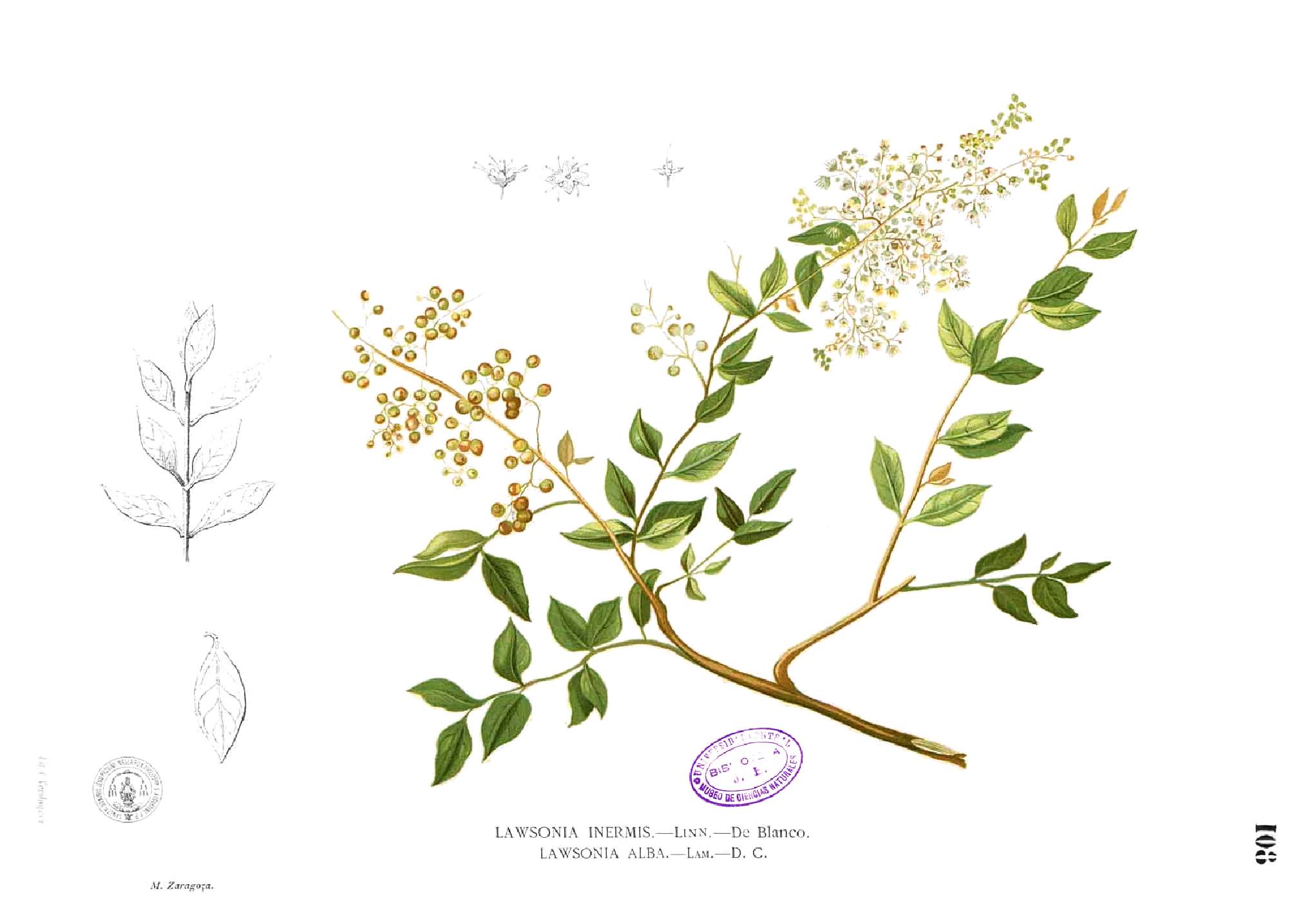
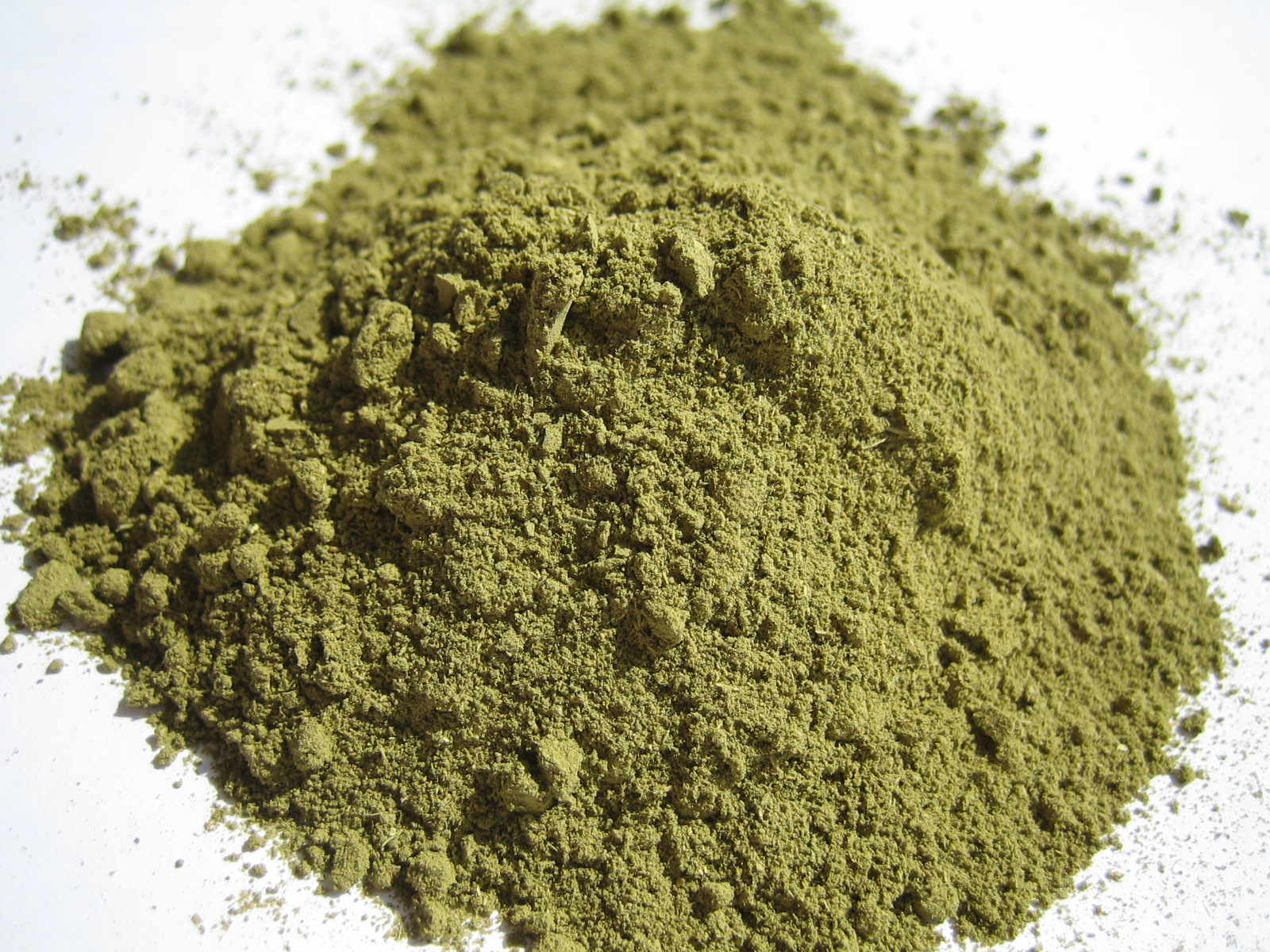
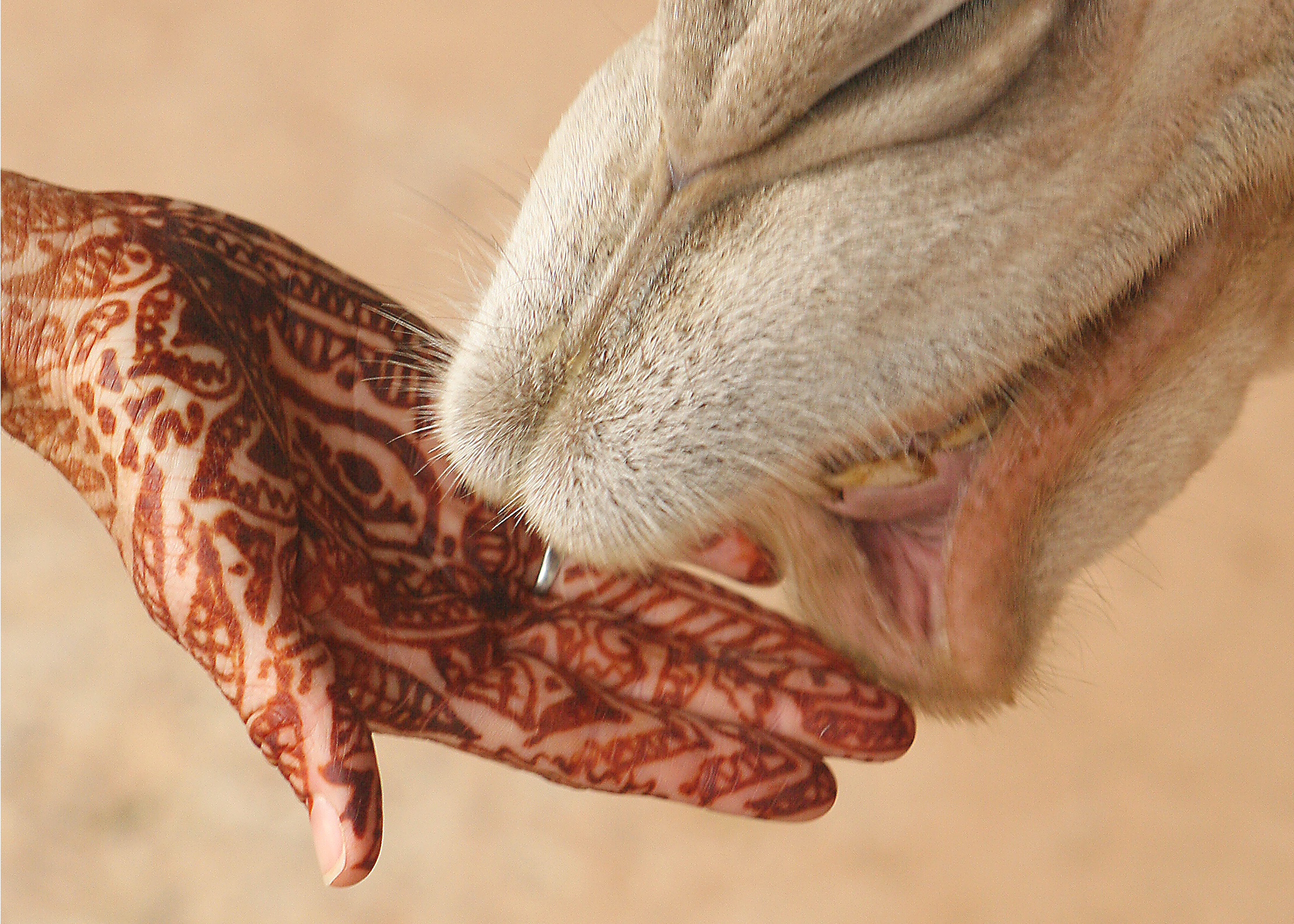
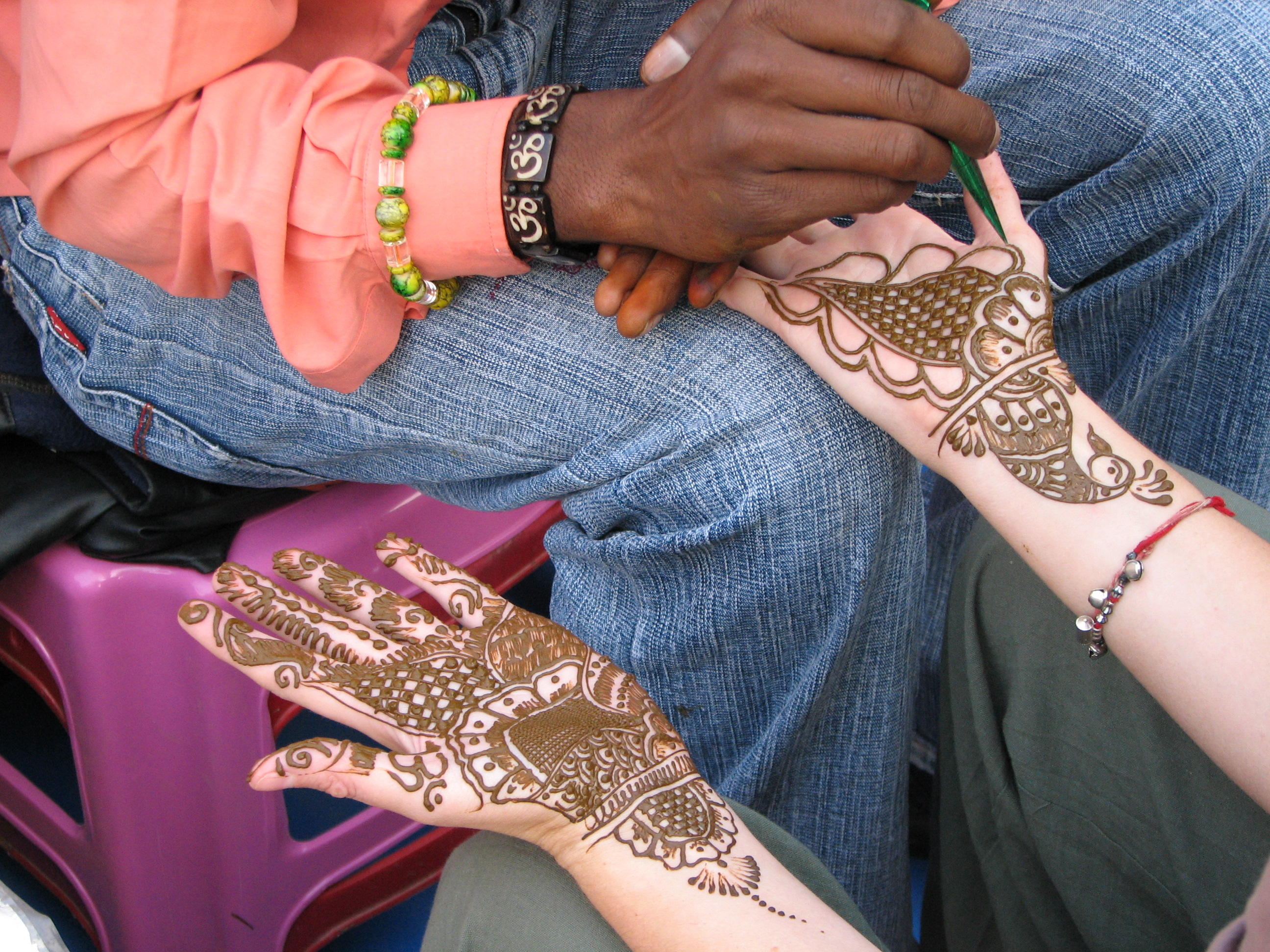